# Kjell Jönsson
Kjell Bertil Ingvar Jönsson, född 16 mars 1930 i Lund, död 26 december 1999 i Staffanstorp, var en svensk landslagsspelare i handboll, som tillhörde stommen i det svenska landslag som dominerade världshandbollen 1954–1958.

## Karriär
Kjell Jönsson började spela handboll i Lunds IK:s A-lag 1943. Det var en kortvarig klubb. Kjell Jönsson gick på samma skola som den skolklass som grundade H43 Lund, men var ett år yngre. Skolgrabbarna ville inte vara sämre och så bildade de Lunds IK. Kjell Jönsson spelade sedan för H43 men valde den militära yrkesbanan. Han tog värvning i svenska flottan och hamnade i Stockholm för utbildning och fortsatt spel i H43 var omöjligt. Kjell Jönsson började spela för Stockholmsflottan. Med Stockholmsflottan vann han Svenska Marinmästerskapet 1949.  Efter detta blev det spel i AIK. Med den klubben vann han SM-guld 1951. Han spelade från mitten av 1950-talet för IFK Malmö och slutligen för H43 Lund 1959–1969. Kjell Jönsson bytte yrkesbana och blev gymnastiklärare och arbetade som sådan i Lund. Han gjorde 1 142 mål i högsta ligan (dåvarande Allsvenskan) och var en av de ursprungliga i 1 000 mål-klubben. Skytteligan i Allsvenskan vann han 1957-1958 då han spelade för IFK Malmö. Efter spelarkarriären fortsatte han som ledare och var lagledare för IFK Malmö när klubben vann Allsvenskan 1973-1974.

### Landslagskarriär
Landslagsdebut gjorde Kjell Jönsson 1953. Under 12 år spelade han 124 landskamper för Sverige och spelade i VM-turneringarna 1954, 1958, 1961 och 1964. Med 124 landskamper ledde han länge landskampsstatistiken. Han passerade Sten Åkerstedt i statistiken 1962. Jönsson var lagkapten i landslaget de sista spelåren. Sista landskampen gjorde han 1965. Han är "Stor Grabb".

## Meriter
- SM-guld 1951 med AIK
- Två VM-guld (1954 och 1958), med Sveriges landslag
- VM-brons 1961 med Sveriges landslag
- VM-silver 1964 med Sveriges landslag